# Space Invader (musikalbum)
Space Invader är Ace Frehleys sjätte soloalbum och släpptes den 19 augusti 2014.

## Låtförteckning
1. Space Invader – 4:17
2. Gimme a Feelin' (Radio Edit) – 3:54
3. I Wanna Hold You – 3:32
4. Change – 4:08
5. Toys – 4:09
6. Immortal Pleasures – 5:05
7. Inside the Vortex – 4:40
8. What Every Girl Wants – 3:46
9. Past the Milky Way – 5:31
10. Reckless – 3:12
11. The Joker (Eddie Curtis, Ahmet Ertegün, Steve Miller) – 3:35
12. Starship – 7:01